# Perilitus nigriventris
Perilitus nigriventris är en stekelart som beskrevs av Niezabitowski 1910. Perilitus nigriventris ingår i släktet Perilitus och familjen bracksteklar. Inga underarter finns listade i Catalogue of Life.